# Sǫgubrot af nokkrum fornkonungum í dana ok svíaveldi
Sǫgubrot af nokkrum fornkonungum í dana ok svíaveldi (Sagabrudstykke om nogle fortidskonger i Dane- og Sveavældet eller Fragment af en saga om nogle fortidskonger i Dane- og Sveavældet eller Sagafragment om nogle oldkonger i Danmark og Sverige) eller i kort form blot omtalt som Sögubrot, er en fragmentarisk islandsk tekst, der omhandler nogle af de svenske og danske sagnkonger. Man mener, at teksten er baseret på den nu tabte Skjöldunga saga og muligvis repræsenterer teksten en sen udgave af dette værk.

## Indhold og gengivelse
Fragmentet begynder midt i en historie om Ivar Vidfadme, der beskriver hvordan han vandt riget Sjælland med svindel, og hvordan han begik selvmord under mystiske omstændigheder under en invasion af Ráðbarðrs rige. Ráðbarðr havde giftet sig med hans datter Aud Djupauga uden tilladelse. Fragmentet beretter herefter om Harald Hildetands tidlige liv, men stopper brat. Det fortsætter med Sigurd Rings ankomst, Haralds høje alder og det store slag ved Bråvalla. Det stopper igen brat mod slutningen af Sigurds liv.
Teksten blev første gang tilgængelig på dansk i 1824, og i 1829 kunne man finde fragmentet medtaget under den danske titel "Saga-Brudstykke om nogle Oldtids Konger i Danmark og Sverrig" i en udgivelse af C. C. Rafn, hvor han behandlede et større antal islandske skrifter om Nordens tidlige historie.
I 1984 blev Sögubrot så for første gang søgt sammenstillet med alle de øvrige tekster man mente at kunne identificere som hørende til den delvist tabtgåede Skjoldungesaga. Dette skete ved en udgivelse af Claus Lund og Karsten Friis-Jensen under titlen "Skjoldungernes saga".